# Ethel Shutta
Ethel Shutta (New York, 1º dicembre 1896 – New York, 5 febbraio 1976) è stata un'attrice e cantante statunitense.
Debuttò nel vaudeville all'età di 7 anni, prima di essere scoperta da Florenz Ziegfeld e debuttare sui plachi di New York. Dopo la fine delle Ziegfeld Follies, la carriera della Shutta cominciò a diradarsi, ma ebbe comunque nuovi successi negli anni settanta grazie alla sua collaborazione con il compositore Stephen Sondheim: interpretò Hattie nel musical Follies a Broadway nel 1971 e a Los Angeles nel 1972. Grazie alla sua partecipazione nel musical fu la prima artista a cantare la canzone Broadway Baby, un inno alla vita degli attori che hanno sempre inseguito il successo sulle scene senza mai trovarlo.

## Filmografia

### Cinema
- Whoopee (Whoopee!), regia di Thornton Freeland (1930)

### Televisione
- Carovane verso il West (Wagon Train) – serie TV, 6 episodi (1958-1960)
- Cimarron City – serie TV, episodio 1x22 (1959)